# Micrarionta gabbii
Micrarionta gabbii é uma espécie de gastrópode da família Helminthoglyptidae.
É endémica dos Estados Unidos da América.
Os seus habitats naturais são: matagal de clima temperado.
Está ameaçada por perda de habitat.